# Буланово (Оренбургская область)
Буланово — село в Октябрьском районе Оренбургской области России. Административный центр сельского поселения Булановский сельсовет.

## География
Находится на реке Салмыш, около устья реки Бурлюк. Расположено в 40 км (по дорогам) к северо-востоку от райцентра — села Октябрьское. Сообщение с ним и другими населёнными пунктами осуществляется по дороге Р239.
Село состоит из 19 улиц.

## История
Название дано по имени Максима Буланова (поверенный с 1827; он же был и первым ходоком по «приисканию» данного места). Село заселялось: в 1827, 1830 и 1835 годах. В 1935—1963 годах Буланово было центром Белозерского района.

## Население
| 1959 | 2010 |
| ---- | ---- |
| 2099 | ↘974 |

Национальный состав Буланово по данным переписи населения 1939 года: украинцы — 64,8 % или 1 682 чел., русские — 30,1 % или 780 чел., казахи — 2,8 % или 73 чел., Всего в посёлке тогда проживало 2 595 чел.

## Достопримечательности
В окрестностях села можно увидеть следующие достопримечательности:
- Урочище Берёзовая гора (в трёх километрах от села)[11]
- Булановский ключ (в 2 километрах к северо-западу от села. Мощный выход подземных вод. Дебит воды — 9 литров в секунду)[11]
- Курган (в нём обнаружено захоронение женщины, относящееся к среднесарматской культуре (I в. — 1-я половина II в. до н. э.)[11]
- Памятник героям Гражданской войны (памятник установлен в 1949 году Солдатовым Н. Т.)[11]
- Храм Покрова Пресвятой Богородицы (построен в 1833 году; разрушен в 1936 году)[11][12]

## Известные уроженцы
- Таранов, Иван Игнатьевич (1899—1965) — Герой Советского Союза (31 марта 1945 года), генерал-майор артиллерии[13].С 2016 года школа села Буланово официально носит его имя: МБОУ"Булановская СОШ им. Героя Советского Союза И. И. Таранова"